# Unscrambler
Unscrambler — коммерческий программный продукт для анализа многомерных данных, используемый на этапе калибровки многомерных данных. К многомерным данным чаще всего относят аналитические данные, например, данные по спектроскопии в ближней инфракрасной области, по спектроскопии комбинационного рассеяния света, по разработке прогнозных моделей при использования в режиме реального времени для материалов спектрального анализа. Это программное обеспечение было разработано в 1986 году Харальдом Мартенсом, а позже поддерживалось фирмой CAMO Software.

## Функциональность
Unscrambler одним из первых использовал метод регрессии частных наименьших квадратов (англ. Partial least squares regression, PLS). Среди других математических методов используются также анализ главных компонент, 3-х-вариантный PLS, многомерное разрешение кривой (англ. Multivariate curve resolution), планирование эксперимента, обучение с учителем, обучение без учителя и кластерный анализ.
Программное обеспечение используется в спектроскопии, хроматографии, обработке данных в научных исследованиях, системах неразрушающего контроля качества в фармацевтической промышленности, сенсорном анализе и химической промышленности.